# Oljeväxt

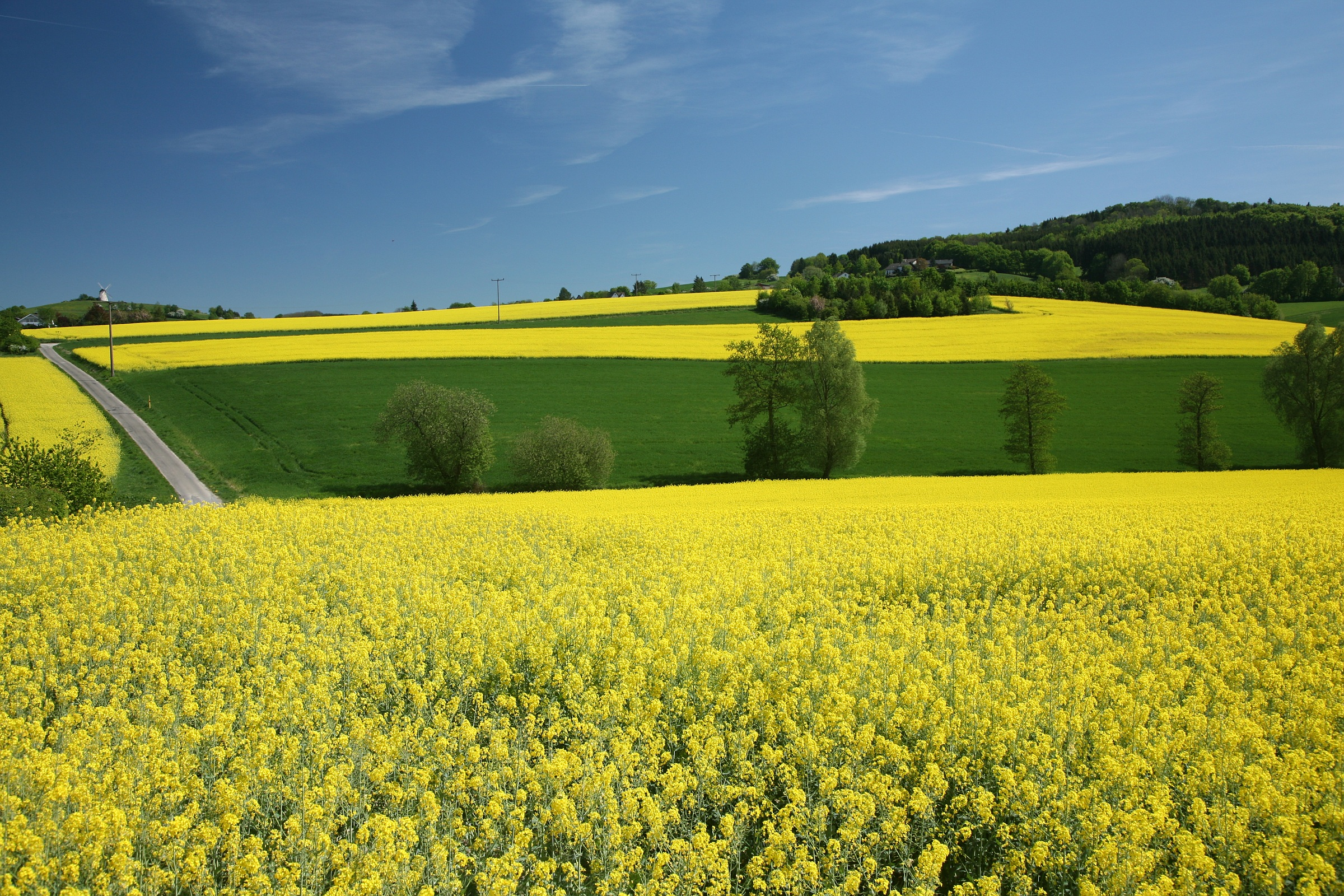
Raps är en oljeväxt.

En oljeväxt är en jordbruksväxt odlad för sitt höga fettvärdes skull, i syfte att (vanligen ur fröna) utvinna vegetabilisk olja. Exempel på oljeväxter är: solros, raps, rybs, vitsenap, oljelin och vallmo.
Den kan även ersätta fossila bränslen.
Vegetabiliska oljor fås framför allt ur fruktkärnor, till exempel nötter och frön. Innan det går att använda oljan måste den först raffineras i flera steg.
1. Filtrering: tar bort damm och rester.
2. Rening med syra: oljan värms upp och tillsätts fosforsyra eller citronsyra, som drar till sig exempelvis proteiner och metaller.
3. Neutralisering: syrorna neutraliseras genom att oljan centrifugeras med alkalier, som sedan tas bort med vatten som i sin tur tas bort med vakuumtorkning.

Oljorna kan användas både som livsmedel och för olika tekniska ändamål, som exempelvis träberedning och rapsmetylester (RME), så kallad biodiesel. Ett land som odlar mycket oljeväxter är Etiopien.
Oljan i oljeväxterna utvinns genom varmpressning eller kallpressning. Resterna efter denna pressning används ofta som djurfoder då denna rapskaka är väldigt näringsrik.